# He-Man y She-Ra: Nueva Era
He-Man y She-Ra: Nueva Era es una miniserie animada estadounidense, producida en 2012 en la cual se utilizan muñecos creados por la empresa de juguetes Mattel. Esta miniserie es la continuación de la película animada de los años 80: He-Man y She-Ra: El secreto de la espada.

## Sinopsis
Adora descubre su transformación en She-Ra gracias a los secretos revelados por la reina Sorceress y conoce a su verdadera familia en Eternia. He-Man y She-Ra se unen nuevamente para luchar contra las fuerzas maléficas de las manos derechas de Hordak y Skeletor; las hechiceras de Evil-Lyn y Shadow Weaver, quienes anteriormente tenían planeado traicionar a sus amos o superiores. 
Evil-Lyn y Shadow Weaver tratan de tomar el Castillo Grayskull atacando a los amigos de He-Man y She-Ra. En Etheria, Evil-Lyn y Shadow Weaver, tratan de negociar para apoderarse de Eternia, pero no llegan a un acuerdo y Shadow Weaver se ve obligada a traicionar a Evil-Lyn y eliminarla de sus planes. Así demuestra su poderío mágico ante He-Man, She-Ra y los villanos de Hordak y Skeletor. 
Finalmente, He-Man y She-Ra logran vencer a Shadow Weaver, recuperan el Castillo Grayskull para Eternia y dejarlo nuevamente en poder de la reina Sorceress.

## Personajes
- He-Man
- She-Ra